# Comuna Dumbrăvița, Brașov
Dumbrăvița (mai demult Țânțari, în germană Schnakendorf, în maghiară Szúnyogszék) este o comună în județul Brașov, Transilvania, România, formată din satele Dumbrăvița (reședința) și Vlădeni.

## Așezare geografică
Comuna Dumbrăvița este situată în partea de Vest a Țării Bârsei, la sud învecinându-se cu Munții Măgura Codlei (1294 m), iar la nord cu Munții Perșani (1013 m). Se află la 4 km de DN1.
Comuna Dumbrăvița se învecinează:
- la nord cu comunele Crizbav;
- la est cu comuna Hălchiu;
- la sud cu orașul Codlea;
- la vest cu comunele Șinca și Părău.

## Scurt istoric
Primele atestări ale Dumbrăviței datează din 1509 ca Zwnyogzegh. Vechea denumirea a comunei a fost Țânțari, actuala denumire datând din anul 1965.

## Obiective turistice
- Cimitirul eroilor sovietici - Valea Homorod.
- Monumentul eroilor din cel de-al II-lea război mondial, din Dumbrăvița.
- Complexul piscicol Dumbrăvița - rezervație avifaunistică, Sit Natura 2000.

- Muzeul Satului, din Vlădeni

## Demografie
Componența etnică a comunei Dumbrăvița
     Români (90,48%)
     Alte etnii (0,24%)
     Necunoscută (9,28%)
Componența confesională a comunei Dumbrăvița
     Ortodocși (87,24%)
     Creștini după evanghelie (1,08%)
     Alte religii (2,09%)
     Necunoscută (9,58%)
Conform recensământului efectuat în 2021, populația comunei Dumbrăvița se ridică la 4.633 de locuitori, în creștere față de recensământul anterior din 2011, când fuseseră înregistrați 4.624 de locuitori. Majoritatea locuitorilor sunt români (90,48%), iar pentru 9,28% nu se cunoaște apartenența etnică. Din punct de vedere confesional, majoritatea locuitorilor sunt ortodocși (87,24%), cu o minoritate de creștini după evanghelie (1,08%), iar pentru 9,58% nu se cunoaște apartenența confesională.

## Politică și administrație
Comuna Dumbrăvița este administrată de un primar și un consiliu local compus din 15 consilieri. Primarul, Anisia-Georgiana Costescu[*], de la Alianța Dreapta Unită, este în funcție din 1 noiembrie 2024. Începând cu alegerile locale din 2024, consiliul local are următoarea componență pe partide politice:
|  | Partid                    | Consilieri | Componența Consiliului | Componența Consiliului | Componența Consiliului | Componența Consiliului | Componența Consiliului | Componența Consiliului |
|  | ------------------------- | ---------- | ---------------------- | ---------------------- | ---------------------- | ---------------------- | ---------------------- | ---------------------- |
|  | Alianța Dreapta Unită     | 6          |                        |                        |                        |                        |                        |                        |
|  | Partidul Social Democrat  | 5          |                        |                        |                        |                        |                        |                        |
|  | Partidul Național Liberal | 4          |                        |                        |                        |                        |                        |                        |

## Primarii comunei
- 1996[7] - 2000 - Stanciu Vasile, de la USD
- 2000[8] - 2004 - Drăgușel Mihai, de la PDSR
- 2004[9] - 2008 - Popa Zachiu, de la PNL
- 2008[10] - 2012 - Popa Zachiu, de la PNL
- 2012[11] - 2016 - Popa Zachiu, de la PNL
- 2016[12] - 2020 - Popa Zachiu, de la PNL
- 2020[13] - 2024 - Popa Zachiu, de la PNL